# 24: The Game
24: The Game videoigra je u trećem licu za PlayStation 2 koja se temelji na FOX-ovoj televizijskoj seriji 24. Igru je razvio Sony Computer Entertainment, a izdao ju je 2K Games.
24: The Game trebala je u Europi biti puštena u prodaju 30. rujna 2005., a u Sjevernoj Americi 14. studenog 2005.; međutim, puštanje igre u prodaju je odgođeno te je u Sjevernoj Americi izašla 27. veljače 2006., a u Europi 17. ožujka 2006. 
U igri igrač kontrolira mnoge likove iz televizijske serije na različitim mjestima u igri. Misija u igri uključuje elemente third-person shootera, vožnje i puzzle igara. Glazbu je skladao Sean Callery. 24: The Game ima sličnosti s likovima iz TV serije, kao i. Događaji se događaju između druge i trće sezone serije. 24: The Game je nominirana za BAFTA nagradu. 

## Vanjske poveznice
- 24: The Game - Službena stranica